# Rigoberto López Pérez
Pascual Rigoberto López Pérez (León, 13 de mayo de 1929 - 21 de septiembre de 1956) fue un poeta nicaragüense, importante símbolo de la revolución nicaragüense, que se inmoló al dar muerte a Anastasio Somoza García.

## Biografía
López Pérez nació en el seno de una familia humilde. Era hijo de Soledad López y Francisco Pérez. Cursó sus primeros estudios en el Hospicio de San Juan de Dios, donde había sido internado por mediación de su padrino el sacerdote Agustín Hernández. Allí estudió el oficio de sastre e ingresó en la Escuela de Comercio Silviano Matamoros para cursar estudios de redacción y taquimecanografía.
Las relaciones amorosas con Amparo Zelaya Castro le hicieron realizar frecuentes viajes a la capital, Managua, e intensificó sus actividades contra la dictadura de Anastasio Somoza García y su compromiso por la libertad de su país afiliándose en el Partido Liberal Independiente (PLI), formado por disidentes del oficialista Partido Liberal Nacionalista (PLN), de la familia Somoza, de la mano de José Constantino González, secretario del general Augusto Sandino.
Entre 1951 y 1956 residió en el extranjero pero viajaba con frecuencia a Nicaragua por motivos personales, la familia y su relación con Amparo, a la vez que se ponía al corriente de la situación política interna. Tenía relaciones con músicos y poetas de otros países, como el nicaragüense-salvadoreño Juan Felipe Toruño.
El 4 de abril de 1954 la Guardia Nacional (GN) había asesinado a sus compañeros Adolfo y Luis Báez Bone, junto con otros militares y civiles que querían emboscar al dictador Somoza. Rigoberto conoció a la madre de ambos, la señora Ruth Bone, con la que entabló amistad.

## Ajusticiamiento
El compromiso de Rigoberto por la libertad le llevó a plantearse que la única forma de acabar con la dictadura de Somoza era su eliminación física.
El 17 de septiembre de 1956 llegó a Managua con el plan ya preparado para asesinar a Anastasio Somoza García. Entregó cartas para Manuel Díaz y Sotelo, amigo con el que compartía ideario, y al día siguiente se dirigió a su ciudad natal en ferrocarril.
La tarde del 21 de septiembre la dedicó a estar con su madre, a la que leyó el poema Confesión de un Soldado, después se vistió con una camisa blanca y un pantalón azul; su madre diría después que 

Quería morir con los colores de la bandera nacional en su cuerpo.

 Se dirigió a la Casa del Obrero donde se celebraba una fiesta a la que acudía Somoza, en la que se infiltró por mediación de su cuñado, el periodista Armando Zelaya. Durante el acto, con un revólver Smith and Wesson calibre .38, cuatro de sus cinco disparos entraron en el pecho de Somoza. En respuesta, recibió una lluvia de balas que le quitaron la vida de inmediato, mientras Somoza era conducido -con ayuda que envió el presidente Dwight Eisenhower- a un hospital militar estadounidense en la zona del Canal de Panamá, donde falleció el 29 de septiembre de 1956. El puesto vacante sería ocupado por el hijo, Luis Somoza Debayle, mientras el otro hijo, Anastasio Somoza Debayle, fue jefe director de la GN.
El ajusticiamiento se había proyectado para el 14 de septiembre en la celebración del centenario de la Batalla de San Jacinto, en la hacienda San Jacinto a 39 kilómetros al noreste de Managua, a la que Rigoberto había invitado a acudir a la señora Ruth, pero se desestimó por temor a que en la represalia murieran muchos estudiantes.
Después de la acción la Guardia Nacional arrestó, en su casa, a la madre y hermanos de Rigoberto López, Salvador y Margarita. En el registro desaparecieron manuscritos de poemas dedicados a José de la Cruz Mena y un legado de 300 versos. El cuerpo de López Pérez, según la versión recogida por el teniente Agustín Torres Lazo en su libro La saga de los Somoza (2000), fue llevado a Managua y enterrado cerca del actual Recinto Universitario Rubén Darío RURD (de la Universidad Nacional Autónoma de Nicaragua UNAN-Managua), para que su tumba no se convirtiera en santuario para la oposición. A la vez se le difamó y se le acusó de borracho.
La represión por el ajusticiamiento de Somoza se cebó en el círculo familiar de Rigoberto: su madre, su hermana Margaríta, su novia Amparo Zelaya y su amiga María Lourdes fueron encarceladas en el complejo carcelario de La Aviación (conocido después como Complejo Ajax Delgado) donde fueron torturadas durante días.
En su libro, Torres Lazo, quien fue fiscal en la Corte de investigación y el Consejo de guerra que sentenció a 16 personas a la cárcel, reprodujo estos dos documentos: 

ALCALDÍA MUNICIPAL

REGISTRO DEL ESTADO CIVIL DE LAS PERSONAS
El infrascrito Registrador del Estado Civil de las Personas hace constar que en esta fecha se ha inscrito en la Oficina a su cargo la partida de DEFUNCIÓN de:
Rigoberto Reyes
León, 20 de septiembre de 1956.
EL REGISTRADOR

(f) José Montalbán L.
NOTA:- Fecha de la defunción 21 de septiembre de 1956. (Sello del Registro del Estado Civil de las Personas de León).
CUARTEL GENERAL DE LA GUARDIA NACIONAL DE NICARAGUA.

Managua, D. N., Nicaragua 
Recibí del Teniente G.N. Agustín Torres Lazo, Fiscal Militar de la Corte de Investigación, un revólver calibre treinta y ocho de dos pulgadas, pavón azul, marca Smith & Wesson, gatillo escondido, de cinco cartuchos No. 74605, el cual ha sido exhibido ante la Corte de Investigación como prueba real del instrumento con que se llevó a efecto el atentado criminal contra la persona del Exmo. Sr. Presidente de la República, General de División, don Anastasio Somoza García en León, Nicaragua.
GUSTAVO MONTIEL B.

Capitán G. N.

Comandante de la Policía.

## Reconocimiento de la acción
La acción de López Pérez fue condenada por la dictadura de Nicaragua y el gobierno de Estados Unidos. Los partidarios de la lucha contra los Somoza vieron en el homicidio una acción heroica de un "patriota ejemplar". En 1961, se fundó el Frente Sandinista de Liberación Nacional (FSLN) y Rigoberto fue un ejemplo a seguir por sus militantes y partidarios, aunque el FSLN no existía en 1956.
Tras el triunfo de la Revolución Sandinista en 1979 la figura de Rigoberto adquirió valor y fue muy promocionada. El 21 de septiembre de 1981 la Junta de Gobierno de Reconstrucción Nacional de la República de Nicaragua otorgó, mediante Decreto 536, publicado en La Gaceta Diario Oficial n.º 218 del 28 del mismo mes y año, el título de Héroe Nacional a López Pérez. El documento dice: 

LA JUNTA DE GOBIERNO DE RECONSTRUCCIÓN NACIONAL DE LA REPÚBLICA DE NICARAGUA

Considerando:

I

Que la gesta llevada a cabo por el patriota Rigoberto López Pérez, al ajusticiar al tirano, da inicio a una nueva etapa de ascenso en la lucha revolucionaria, marcando con su acción "el principio del fin de la dictadura";

II

Que el próximo 21 de septiembre se cumplen veinticinco años de la muerte del patriota Rigoberto López Pérez a manos de los esbirros del régimen;

III

Que con su acción de sacrificio y entrega al patriota Rigoberto López Pérez se sitúa entre los héroes que no dijeron que morían por la Patria sino que murieron.
POR TANTO:

en uso de sus facultades,

Acuerda:

Artículo 1.-Otorgar oficialmente, el título de "PATRIOTA SIMBÓLICO DE LA NACIÓN" al patriota Rigoberto López Pérez.

Artículo 2.-El presente Decreto entrará en vigencia desde la fecha de su publicación por cualquier medio de comunicación colectiva, sin perjuicio de su publicación posterior en "La Gaceta", Diario Oficial.

Dado en la ciudad de Managua, a los veintiséis días del mes de agosto de mil novecientos ochenta y uno. "Año de la Defensa y la Producción".

El Consejo de Estado de la República de Nicaragua en Sesión Extraordinaria No. 2 de este día, previo debate, ha votado y aprobado el anterior Decreto.

Dado en la ciudad de Managua, a los diez días del mes de septiembre de mil novecientos ochenta y uno. "Año de la Defensa y la Producción".Comandante Guerrillera, Dora María Téllez, Presidente, Consejo de Estado. Guillermo Mejía, Secretario.

De conformidad con el Decreto No. 418, publicado en "La Gaceta", Diario Oficial No. 122 del 31 de mayo de 1980, de la Junta de Gobierno de Reconstrucción Nacional. Publíquese.

Dado en la ciudad de Managua, a los veintiún días del mes de septiembre de mil novecientos ochenta y uno. "Año de la Defensa y la Producción". Rodrigo Reyes P., Ministro Secretario General de la Junta de Gobierno de Reconstrucción Nacional, por la Ley.

Cuando en 1990 el FSLN pierda las elecciones y dé paso en las responsabilidades de gobierno a la Unión Nacional Opositora UNO de Violeta Barrios de Chamorro comenzaron a cuestionarse la acción contra el dictador Somoza y la figura de Rigoberto. Aun así se celebraron homenajes a Rigoberto y se le levantaron monumentos como el de 2006 en Managua aunque no sin polémica, como puede verse en las líneas del artículo que en El Nuevo Diario publicó en febrero de 2006, el ingeniero Aldo Urbina Villalta (Rector de la Universidad Nacional de Ingeniería (UNI))  

El poeta López Pérez desafió su destino o la voluntad del mismo, con el propósito de llevar más allá la razón y la justicia que tan necesarias le eran a Nicaragua. Por ello está fuera de lugar hablar de una cultura de la violencia como algunos dicen, porque no fue producto de ninguna conspiración de partidos ni movimientos políticos, sino un gesto individual, después de un largo proceso de reflexión, donde concluye que todo se había intentado y todo había fracasado, como bien afirma el historiador Aldo Díaz Lacayo.

## Su legado
Si las obras musicales y literarias de López Pérez pudieran ser importantes no cabe duda de que su mayor trascendencia fue el homicidio del dictador. Antes, Rigoberto escribió una carta a su madre en la que justificaba su acción; su testamento político. La carta expone, desde el primer párrafo, su implicación en la lucha contra la dictadura y su decisión:

... yo siempre he andado tomando parte en todo lo que se refiere a atacar al régimen funesto de nuestra patria y en vista de que todos los esfuerzos han sido inútiles para tratar de lograr que Nicaragua vuelva a ser (o sea por primera vez) una patria libre, sin afrenta y sin mancha, he decidido aunque mis compañeros no querían aceptarlo, el tratar de ser yo el que inicie el principio del fin de esa tiranía...

Entiende que su acción es un cumplimiento del deber de cualquier patriota, que no es un sacrificio;

Lo mío no ha sido un sacrificio sino un deber que espero haber cumplido.

 A la vez que intenta consolar a su madre y le pide que se tome; 

estas cosas con calma y que debe pensar que lo que yo he hecho es un deber que cualquier nicaragüense que de veras quiera a su patria debía haber llevado a cabo hace mucho tiempo.
... Si usted toma las cosas como yo deseo, le digo que me sentiré feliz. Así que nada de tristeza... Siempre que haya un tirano, también habrá alguien que acabe con su tiranía

## Honores
- Rigoberto López Pérez, "iniciador del principio del fin de la dictadura" es uno de los héroes nacionales íncluidos en el Preámbulo de la Constitución Política de La República de Nicaragua.
- Orden "Rigoberto López Pérez", creada en 2021 mediante Acuerdo Presidencial, es entregada a miembros destacados de la Policía Nacional de Nicaragua.
- En la llamada Rotonda "Universitaria" se erigió un monumento en su honor. La estatua fue esculpida por el pintor y escultor Arnoldo Guillén, siendo el creador del diseño arquitectónico el Arq. Luis Chávez y el Ing. Maurilio Reyes, encargado del diseño estructural. El conjunto está compuesto por dos arcos independientes e inclinados, diseñados con una estructura resistente ante cualquier desastre natural.
- Centro Cultural y Museo Rigoberto López Pérez en la ciudad de León.
- Placa conmemorativa a Rigoberto López Pérez en el Monumento a los héroes y mártires de León, su ciudad natal.
- Bulevar y parque natural Rigoberto López Pérez en Pueblo Nuevo, departamento de Estelí.
- Varios centros de estudios de primaria y secundaria llevan su nombre, siendo el más reconocido el Instituto Nacional "Rigoberto López Pérez" en la ciudad de Managua.